# Abschnittswall

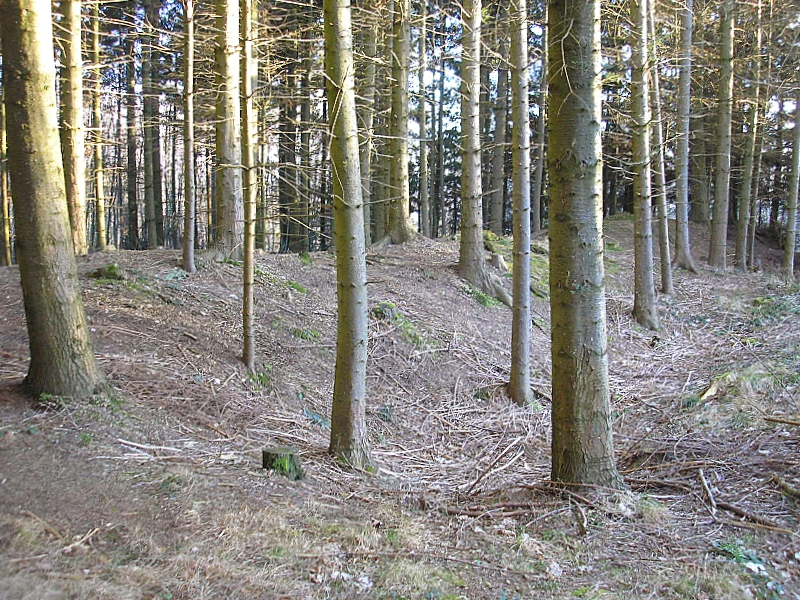
Abschnittswall bei Straßberg (Bobingen)

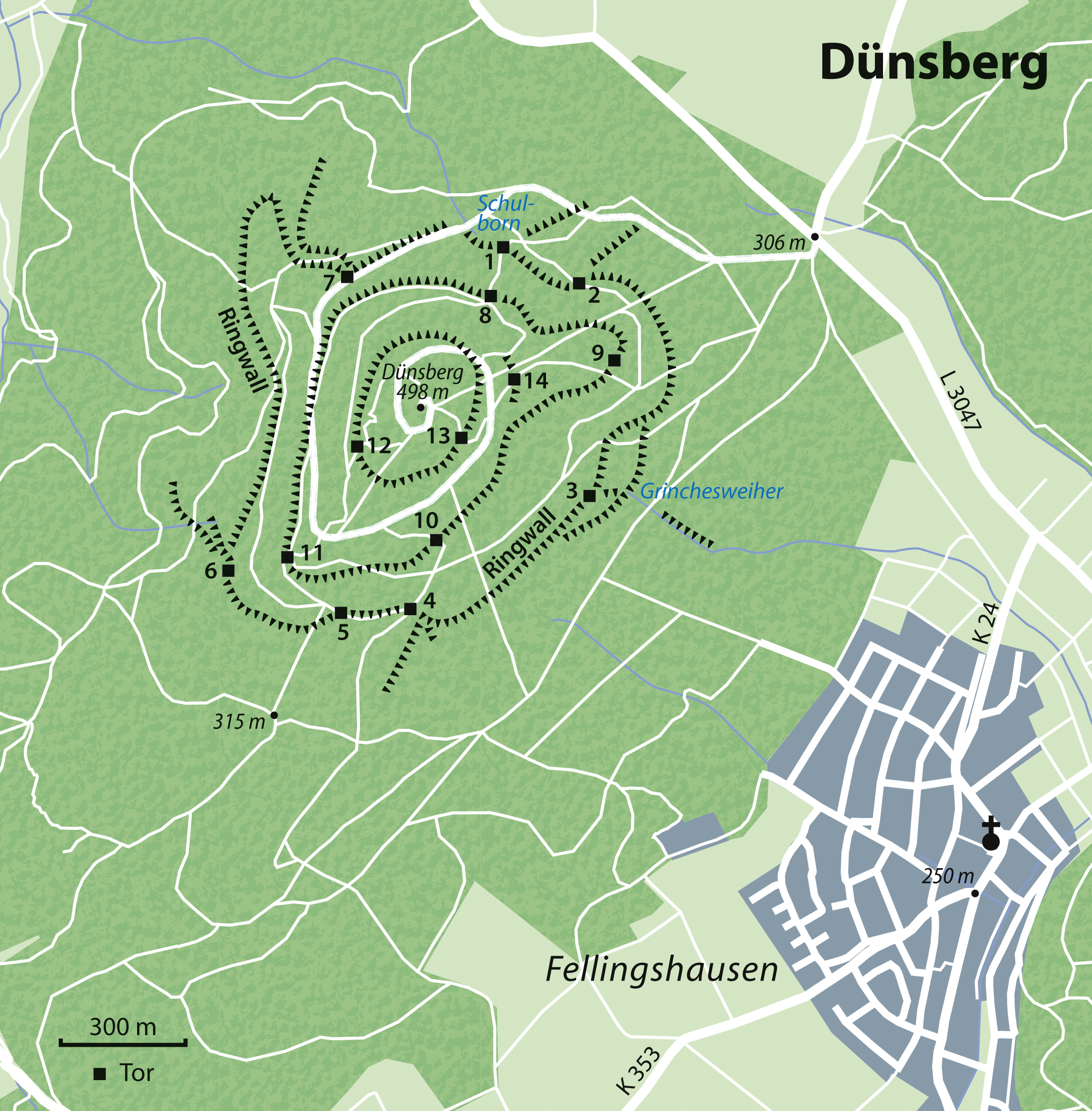
Karte der Ringwallanlage und des Oppidums Dünsberg, die Ringwälle durch Abschnittswälle zusätzlich gesichert.

Ein Abschnittswall (auch Abschnittsbefestigung) ist eine Befestigung, die den zu verteidigenden Bereich nicht völlig umschließt. Er schützt nur einen bestimmten Abschnitt und wurde nur an exponierten Stellen errichtet.
Solche Anlagen finden sich an Bergspornen, Flussschleifen (zum Beispiel das Oppidum von Altenburg-Rheinau) und an steilen Meeresküsten (zum Beispiel das eisenzeitliche Penchâteau im französischen Département Loire-Atlantique) und bei Promontory Forts der Britischen Inseln.
Sehr oft finden sich diese als Ergänzungen zu vorgeschichtlichen ringförmigen Wallanlagen der Eisenzeit als fortifikatorische Ergänzung oder weiteres Annäherungshindernis. Oft durch Annexwälle ergänzt.